# Mansilla de las Mulas
Mansilla de las Mulas – miejscowość i gmina w Hiszpanii, w prowincji León, w Kastylii i León. Gmina ma powierzchnię 35,36 km², a w 2011 roku liczyła 1922 mieszkańców.
Miejscowość Mansilla de las Mulas jest w większej części otoczona średniowiecznymi murami miejskimi. Znajduje się w niej także XV-wieczny klasztor augustianów, obecnie muzeum etnograficzne, zawierające zbiory związane z tradycjami i kulturą prowincji León.